# Rosario Rasmijn
Rosario "Dassie" Rasmijn is een voormalig Nederlands honkballer.
Rasmijn maakte in 1969 deel uit van het Nederlands honkbalteam tijdens de Europese Kampioenschappen van dat jaar waarbij Nederland de titel won.